# Futbol'ny Klub Bobruisk
El Futbol'ny Klub Bobruisk fou un club de futbol belarús de la ciutat de Bobruisk.

## Història
El club va néixer a les darreries de la dècada de 1980 amb el nom FK Traktor Bobruisk. Durant l'època soviètica disputà el campionat de l'RSS de Belarús. Entre 1992 i 1995 jugà a la lliga belarussa de futbol. A les acaballes de 1992 adoptà la denominació FK Fandok Bobruisk i el 1995 FK Bobruisk. En finalitzar la temporada 1995, en la qual acabà darrer classificat amb només dos punts en 15 partits, el club es va desfer. Fou finalista de la Copa la temporada 1993-94.

## FK Bobruisk a Europa
- Q = Qualificació

| Temporada | Competició                | Ronda | Country | Team      | Resultat |
| --------- | ------------------------- | ----- | ------- | --------- | -------- |
| 1994-95   | Recopa d'Europa de futbol | Q     | Albània | SK Tirana | 4-1, 0-3 |